# Tonien
Stratigraphie
Sténien Cryogénien
Mésoprotérozoïque
Paléogéographie et climat
Faune et flore
Le Tonien  est la première période du Néoprotérozoïque. Elle s'étend de -1 000 à -720 Ma.
C'est la première période de l'ère Néoprotérozoïque. Le Tonien commence il y a 1 milliard d'années et s'achève il y a environ 720 Ma (millions d'années). Les microfossiles du Tonien témoignent de la première radiation évolutive des Acritarches.

## Étymologie
Son nom vient du grec ancien τόνος, tonas signifiant « étiré », par allusion à la fragmentation du super-continent Rodinia.

## Faune
Il y a 900 millions d'années nous avons des preuves d'une reproduction sexuée en Australie centrale dans la formation des sources hydrothermales. Ce sont des structures proche de certains champignon et algues vertes . A l'échelle géologique, peu de temps sépare ces organismes unicellulaires aux pluricellulaires (métazoaires)
Il y a 800 millions d'années se déposent les sédiments australiens contenant de nombreux terriers verticaux considérés comme l'œuvre de vermivores proches des pongonophores.